# Università della Louisiana a Lafayette
L'Università della Louisiana a Lafayette è un'università statunitense pubblica con sede a Lafayette, nella Louisiana.

## Storia
L'università fu fondata nel 1898 come Southwestern Louisiana Industrial Institute, nel 1921 cambiò nome in Southwestern Louisiana Institute of Liberal and Technical Learning che venne adoperato sino al 1960 quando cambiò in University of Southwestern Louisiana; l'attuale denominazione è in uso dal 1999.

## Sport
I Ragin' Cajuns, che fanno parte della NCAA Division I, dal 1991 sono affiliati alla Sun Belt Conference. La pallacanestro, il softball ed il football americano sono gli sport principali; le partite interne vengono giocate al Cajun Field mentre per il basket ci sono il Earl K. Long Gymnasium per le donne e il Cajundome per la squadra maschile.

### Pallacanestro
Louisiana Lafayette non è uno dei college più rappresentativi nella pallacanestro, contro 10 apparizioni nella post-season (anche se in ben 4 di queste dieci stagioni tutti i risultati sono stati annullati dalla NCAA a causa della violazione di diverse norme), i Ragin' Cajuns non sono mai riusciti a vincere due partite consecutive nella March Madness.